# Ливанова, Татьяна Андреевна
Татьяна Андреевна Пискунова (после замужества — Ливанова; 29 августа 1953 — 7 августа 1987) — советская актриса театра и кино.

## Биография
Татьяна Пискунова родилась в селе Оверята Краснокамского района Молотовской области (ныне — Пермский край) 29 августа 1953 года в семье Андрея Афанасьевича и Нины Алексеевны (1920-1999). Через два года семья переехала в Опочку (Псковская область) — родной город матери Татьяны. 
Отец Татьяны был военным, и с 1944 года он служил во внутренних войсках. Окончив церковно-приходскую школу и затем – танковое училище, он дослужился до звания капитана. Село Оверята – последнее место его службы. Мать Татьяны – Пискунова (урождённая Плотникова) Нина Алексеевна, родом из Опочецкого района. Сначала работала инспектором по кадрам в автоколонне  города Опочки, а затем нянечкой в детском саду № 1. 
После окончания школы в 1970 году Татьяна переезжает в Псков и работает в кукольном театре. Но условий для жизни там не было,  и по настоянию матери Татьяна вернулась в Опочку и вновь стала играть в Опочецком народном театре. В книге А. Ф. Золотарёва «Воспоминания о народном театре» написано, что в 1971 году Татьяна Пискунова играла роль принцессы в спектакле «Голый король».
Театральному искусству Татьяна начала учиться в студии при Ульяновском театре драмы, после окончания которой стала заниматься художественным чтением, концертами, участвовала в театрализованных представлениях.
Впоследствии поступила в ЛГИТМиК (Ленинград) в класс Игоря Олеговича Горбачёва.
В институте она знакомится с тогда ещё студентом, а впоследствии известным актёром Игорем Ливановым. Вскоре они поженились.
После окончания института пара переезжает в Ростов-на-Дону, где они стали работать на сцене Ростовского ТЮЗа. Вскоре Татьяна и Игорь Ливановы перешли в Ростовский драматический театр им. М. Горького, в котором, помимо актёрской работы, они вместе вели и учебные курсы.
Помимо работы в театре, актриса пробует свои силы и в кино. Так в 1972 году, ещё в период учёбы в ЛГИТМиКе, снялась в эпизодической роли в фильме «Пятая четверть».
В 1975 году снялась в главной роли в киносказке «Иван да Марья».
30 июля 1979 года у супругов Ливановых родилась дочь Ольга.

### Гибель
В ночь с 6 на 7 августа 1987 года Татьяна вместе с дочерью ехали в поезде № 335 «Ростов — Москва». В 1:30, когда поезд стоял на станции Каменская (город Каменск-Шахтинский, Ростовская область), на эту станцию на огромной скорости въехал тяжёлый грузовой поезд с отказавшими тормозами. Дежурная по станции не имела возможности перевести этот неуправляемый поезд на другой путь, поэтому несколько секунд спустя тот врезался в хвост пассажирского поезда, разрушив последние вагоны со спящими людьми. Ехавшие в одном из последних вагонов Татьяна и Ольга Ливановы погибли практически мгновенно, даже не проснувшись.
Мать и дочь были похоронены в Опочке на Покровском кладбище. На их общем надгробии помещено четверостишие из стихотворения Александра Кочеткова «Баллада о прокуренном вагоне»:
С любимыми не расставайтесь
Всей кровью прорастайте в них
И каждый раз на век прощайтесь
Когда уходите на миг!

## Личная жизнь
Муж — актёр Игорь Ливанов. Дочь — Ольга (30 июля 1979 — 7 августа 1987)

## Фильмография
- 1972 — Пятая четверть — Тамара, жена Лёни
- 1974 — Иван да Марья — Марья, солдатская невеста